# Крус Гомес, Энди
Энди Крус Гомес (англ. Andy Cruz Gómez; род. 12 августа 1995, Матансас, Куба) — кубинский боксёр-профессионал, выступающий в лёгкой и в первой полусредней весовых категориях. Чемпион Олимпийских игр 2020 года, трёхкратный чемпион мира (2017, 2019, 2021), двукратный чемпион Панамериканских игр (2015, 2019), и Панамериканский чемпион (2017) в любителях. Среди профессионалов действующий чемпион по версии IBF International в лёгком весе.
Лучшая позиция по рейтингу BoxRec — 13-я (июль 2025) и являлся 2-м(после Хадьера Эрреры) среди кубинских боксёров лёгкой весовой категории, а по рейтингам основных международных боксёрских организаций занимает: 1-ю строчку WBC, 3-ю строчку рейтинга WBA, 3-ю строчку рейтинга IBF, 7-ю строчку рейтинга WBO — входя в ТОП-15 лучших легковесов всего мира.

## Любительская карьера
Энди Крус Гомес выступает в лёгкой весовой категории.
На Панамериканских играх 2015 года в Торонто к нему пришёл первый значимый успех, он победил в весовой категории до 56 кг.
На чемпионате мира в Гамбурге, выступая в весовой категории до 64 кг, он одержал победу и стал чемпионом мира.
На Панамериканских играх в 2019 году в столице Перу, он завоевал золотую медаль победив в финале американского боксёра Кишона Дэвиса.
На чемпионате мира 2019 года в Екатеринбурге, кубинец дошёл до финала в котором вновь одержал победу над американским боксёром Кишоном Дэвисом, тем самым завоевал золотую медаль чемпионата мира. По ходу турнира выбил из борьбы за награды таких боксёров как россиянина Илью Попова, представителя Узбекистана Элнура Абдураимова.

### Олимпийские игры 2020 года
В 2021 году прошёл квалификацию на Олимпийские игры 2020 года, и в июле 2021 года стал участником Олимпийских игр в Токио.
Где он соревновался в весе до 63 кг и стал чемпионом Олимпийских игр 2020 года, в финале, в конкурентном бою по очкам решением большинства судей (счёт: 4:1) опять победив американца Кишона Дэвиса.

## Профессиональная карьера
15 июля 2023 года состоялся его дебют на профессиональном ринге в Детройте (США), где он единогласным решением судей (счёт: 98-92, 100-90 — дважды) победил опытного мексиканца Хуана Карлоса Бургоса (35-7-3, 21 KO), и завоевал вакантный титул чемпиона по версии IBF International в лёгком весе.

#### Элимнатор IBF
14 июня 2025 года в Madison Square Garden Theater (Нью-Йорк, США) в со-главном бою ивента Хитчинс vs Камбосос состоялся элиминатор IBF в лёгком весе (до 61,2 кг). Обязательного претендента на титул выявляли 3-й номер рейтинга Крус (6-0, 3 КО) и 5-й Хиронори Миширо (17-2-1, 6 КО). Первые три раунда прошли с большим преимуществом кубинца который был быстрее и отлично работал джебом. Миширо был медленнее, работал из-за блока и был хуже в футворке. Ко второму раунду у андердога из Японии появились гематомы на лице. В третьей трехминутке Миширо оказывается в двух нокдаунах от точных правых. После этого раунда статстика показывала разгром: 40 точных у Круса против 5 ударов у японца. В 4-м раунде Миширо активизировался начал выбрасывать больше, но проблема с точностью никуда не делась. Между 4-м и 5-м он был осмотрен врачем. В следующем отрезке рефери после затяжной атаки Круса остановил бой. Кубинец стал обязательным претендентом на титул Рэймонда Муратальи который из временного чемпиона был переведён в полноценные после ухода Ломаченко из бокса.

## Статистика профессиональных боёв
В таблице перечислены результаты всех поединков боксёров.
В каждой строке указан результат поединка. Дополнительно номер поединка обозначен цветом, который обозначает итог поединка. Расшифровка обозначений и цветов представлена в нижеследующей таблице.
| Пример | Расшифровка                     |
| ------ | ------------------------------- |
|        | Победа                          |
|        | Ничья                           |
|        | Поражение                       |
|        | Планируемый поединок            |
|        | Поединок признан несостоявшимся |
| КО     | Нокаут                          |
| ТКО    | Технический нокаут              |
| PTS    | Решение судей (по очкам)        |
| UD     | Единогласное решение судей      |
| MD     | Решение большинства судей       |
| SD     | Раздельное решение судей        |
| RTD    | Отказ от продолжения боя        |
| DQ     | Дисквалификация                 |
| NC     | Поединок признан несостоявшимся |

| 1 поединок, 1 победа (0 нокаутом). | 1 поединок, 1 победа (0 нокаутом). | 1 поединок, 1 победа (0 нокаутом). | 1 поединок, 1 победа (0 нокаутом). | 1 поединок, 1 победа (0 нокаутом).    | 1 поединок, 1 победа (0 нокаутом). | 1 поединок, 1 победа (0 нокаутом). |
| Бой                                | Рекорд                             | Дата боя                           | Соперник                           | Место проведения боя                  | Раундов, время                     | Дополнительно |
| ---------------------------------- | ---------------------------------- | ---------------------------------- | ---------------------------------- | ------------------------------------- | ---------------------------------- | --- |
| 1                                  | 1-0                                | 15 июля 2023                       | Хуан Карлос Бургос (35-7-3)        | Masonic Temple, Детройт, Мичиган, США | UD 10 (10)                         | Счёт: 98-92, 100-90 (дважды). Завоевал вакантный титул чемпиона по версии IBF International в лёгком весе. Дебют в профессиональном боксе. |